# Thiago Lins
Thiago Lins (ur. 4 listopada 1984, w São Paulo) – brazylijski kulturysta, mistrz Południowej Brazylii i wicemistrz Ameryki Południowej w kulturystyce.

## Życiorys
Thiago Lins (znany też jako Thiago Lins Adão) pochodzi z São Paulo i od zawsze interesował się sportem. Studiował na Uniwersytecie São Judas Tadeu.
Pod koniec 2020 roku organizacja IFBB przyznała mu profesjonalnego kulturysty.
Zaręczony z absolwentką wychowania fizycznego Sabriną Botigelli. Stosuje sterydy anaboliczne. Na plecach wytatuował dewizę: „fé em Deus” (wiara w Boga).

## Warunki fizyczne
- wzrost: 179 cm[1]
- waga w sezonie zawodów sportowych: 125 kg[1]
- waga poza sezonem: powyżej 130–140 kg[1]

## Osiągnięcia
- 2012: Mistrzostwa w kulturystyce federacji NABBA, kategoria Class 1 – I m-ce[6]
- 2013: Mistrzostwa São Paulo w kulturystyce, federacja IFBB, kategoria wagowa 90–100 kg – I m-ce[6]
- 2014: Mistrzostwa Brazylii w kulturystyce, federacja IFBB, kategoria seniorów powyżej 100 kg – III m-ce[7]
- 2015: Mistrzostwa São Paulo w kulturystyce, federacja IFBB, kategoria wagowa powyżej 100 kg – I m-ce[6]
- 2016: Mistrzostwa Południowej Brazylii w kulturystyce, kategoria wagowa powyżej 100 kg – I m-ce[6]
- 2016: Mistrzostwa Południowej Brazylii w kulturystyce, kategoria ogólna – I m-ce[6]
- 2017: Mistrzostwa Południowej Brazylii w kulturystyce, kategoria wagowa powyżej 100 kg – I m-ce[6]
- 2017: Zawody „Mister Santos”, federacja IFBB, kategoria wagowa powyżej 100 kg – I m-ce[2]
- 2017: Zawody „Mister Santos”, federacja IFBB, kategoria ogólna seniorów – II m-ce[2]
- 2017: Zawody „Arnold Amateur Brasil”, kategoria wagowa powyżej 100 kg – VII m-ce[8]
- 2019: Zawody „Arnold Amateur South America”, kategoria wagowa superciężka – II m-ce[9]
- 2020: Międzynarodowe mistrzostwa w kulturystyce „Musclecontest”, federacja NPC, kategoria wagowa superciężka – I m-ce[10][11]
- 2020: Międzynarodowe mistrzostwa w kulturystyce „Musclecontest”, federacja NPC, kategoria ogólna – I m-ce[10][11]